# Glenham
Glenham és una població dels Estats Units a l'estat de Dakota del Sud. Segons el cens del 2000 tenia 139 habitants.

## Demografia
Segons el cens del 2000, Glenham tenia 139 habitants, 56 habitatges, i 38 famílies. La densitat de població era de 162,6 habitants per km².
Dels 56 habitatges en un 26,8% hi vivien nens de menys de 18 anys, en un 55,4% hi vivien parelles casades, en un 10,7% dones solteres, i en un 32,1% no eren unitats familiars. En el 32,1% dels habitatges hi vivien persones soles el 12,5% de les quals corresponia a persones de 65 anys o més que vivien soles. El nombre mitjà de persones vivint en cada habitatge era de 2,48 i el nombre mitjà de persones que vivien en cada família era de 3,16.
Per edats la població es repartia de la següent manera: un 24,5% tenia menys de 18 anys, un 8,6% entre 18 i 24, un 22,3% entre 25 i 44, un 23,7% de 45 a 60 i un 20,9% 65 anys o més.
L'edat mediana era de 42 anys. Per cada 100 dones de 18 o més anys hi havia 94,4 homes.
La renda mediana per habitatge era de 31.125 $ i la renda mediana per família de 32.321 $. Els homes tenien una renda mediana de 25.313 $ mentre que les dones 17.500 $. La renda per capita de la població era de 15.348 $. Entorn del 9,3% de les famílies i el 13,9% de la població estaven per davall del llindar de pobresa.

## Poblacions més properes
El següent diagrama mostra les poblacions més properes.